# Margaret Hewitt

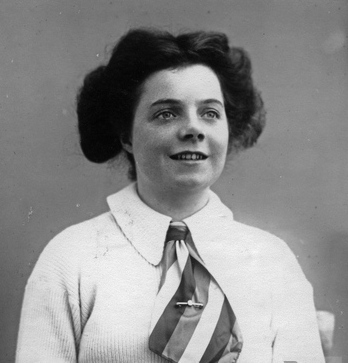
Margaret Hewitt, 1909

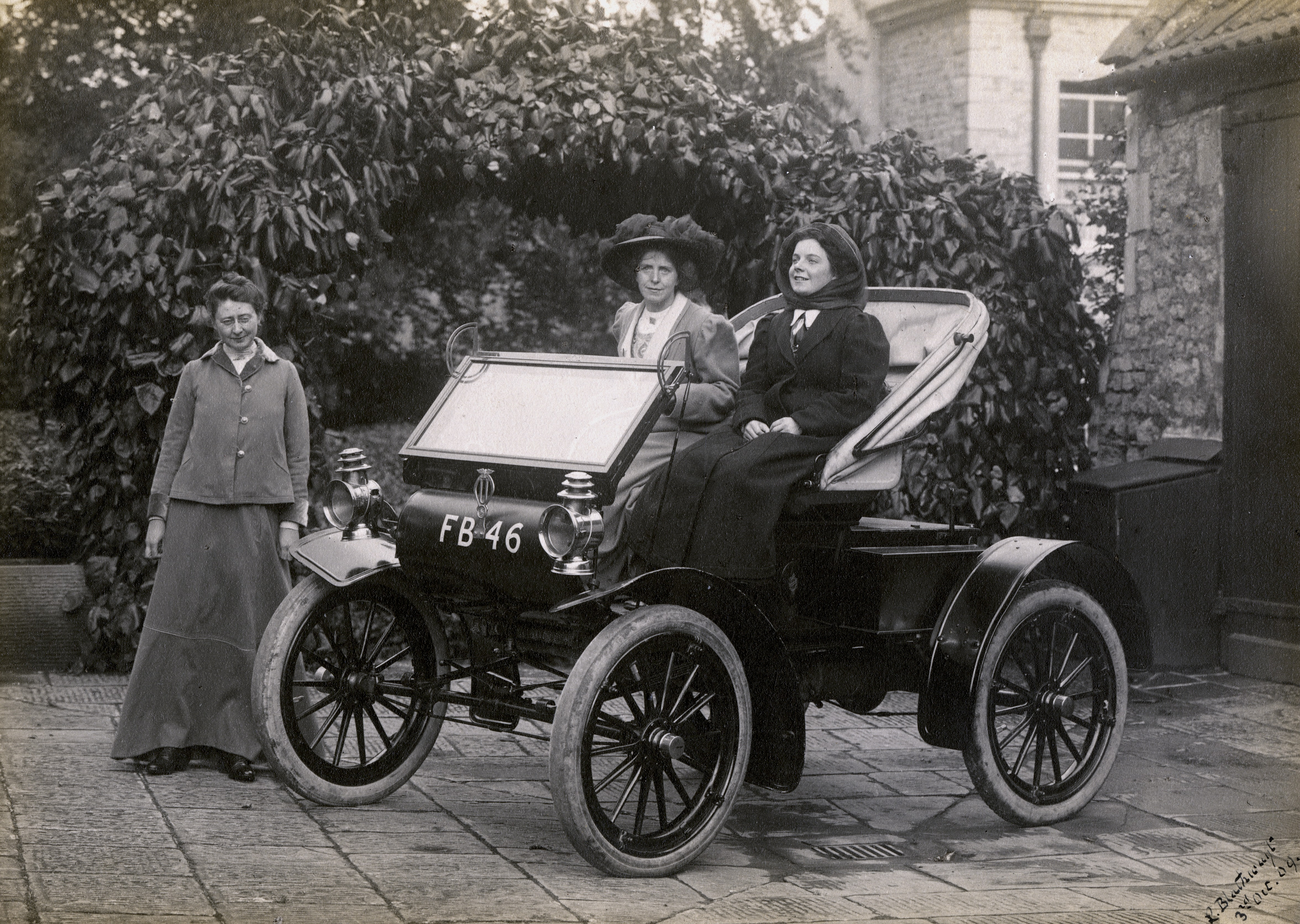
Mary Blathwayt, Annie Kenney, Margaret Hewitt mit „Bodo“, dem Auto, 1909

Margaret J. Hewitt (* 19. Jahrhundert; † 20. Jahrhundert) war eine britische Suffragette.

## Leben
Über das Leben von Hewitt außerhalb ihrer aktiven Jahre in der Frauenwahlrechtsbewegung ist nichts bekannt.
Im Jahr 1908 trat sie erstmals als Aktivistin der WSPU in Erscheinung, als sie sich Landwirtschaftsminister Lord Carrington in Manchester in den Weg stellte, um ihm ein Exemplar der Zeitung Votes for Women zu geben. Carrington forderte sie auf, ihm die Zeitung per Post zu schicken. In jenem Monat war sie im Greater Manchester auch in Altringham aktiv und organisierte eine Sammelaktion für eine Suffragettenversammlung im Heaton Park.
1909 wurden Suffragetten während eines Besuchs von Winston Churchill wegen Behinderung verhaftet, weil sie sich weigerten, den Versammlungsort zu verlassen. Vor Gericht gestellt wurden Edith Rigby, Grace Alderman, Catherine Worthington und Beth Hesmondhalgh vor Gericht gestellt. Sie kamen für sieben Tage ins Gefängnis, mit Ausnahme von Rigby, da deren Vater die Geldstrafe bezahlte und behauptete, sie sei nur in schlechter Gesellschaft von „bezahlten Frauen“ gewesen. Ediths Bruder Arther soll während der Verhandlung auf Hewitt gezeigt und gesagt haben, dass alles auf that painted Jezebel zurückzuführen sei. Hewitt trug einen auffälligen Hut und Lippenstift.
Hewitt wurde 1909 nach Eagle House, das Haus der Familie von Emily und Mary Blathwayt in der Nähe von Bath eingeladen. Viele Aktivistinnen der Suffragetten-Bewegung wurden eingeladen, dort zu wohnen und sich von Gefängnisstrafen zu erholen. Hewitt wurde auch eingeladen, im Garten von Eagle House im sogenannten Annie’s Arboretum einen Baum zum Gedenken an ihren Einsatz zu pflanzen. Hewitt pflanzte am 3. Oktober 1909 eine Europäische Stechpalme und es wurde eine Bleiplatte wurde angebracht. Außerdem entstand eine Aufnahme mit Annie Kenney, Mary Blathwayt und „Bodo“, dem Oldsmobile der Familie Blathwayt.
Im Jahr 1909 war sie die Organisatorin der WSPU für Dorset in Weymouth. Sie wird auch in einem an sie adressierten Brief erwähnt, der in einem Mary Blathwayt zugeschriebenen Konvolut von Archivalien enthalten ist.